# Девчонка не промах
«Девчонка не промах» (англ. Nobody’s Fool) — американская романтическая комедия Эвелин Пурселл 1986 года по сценарию Бет Хенли с Розанной Аркетт и Эриком Робертсом в главных ролях.

## Сюжет
Кэсси живёт в маленьком городке в Аризоне и работает официанткой в баре. Её подруга и коллега по работе Пэт, приглашает её пойти вместе с ней и её парнем Фрэнком на «Бурю» Шекспира, которую ставит под открытым небом у каньона приезжая театральная труппа. После спектакля Кэсси знакомится с работником сцены осветителем Райли. По дороге домой после спектакля Фрэнк отвозит девушек в кафе. Кэсси отказывается заходить в это кафе и отправляется домой одна.
У Кэсси есть неприятные воспоминания, связанные с этим кафе. Ранее она встречалась с парнем по имени Билли. В этом кафе проходила вечеринка и во время этой вечеринки она призналась ему, что беременна. Билли сказал, что пока не готов стать отцом и предложил оплатить половину расходов связанных с абортом. Такое известие вызвало у Кэсси истерику, она пырнула Билли вилкой. На этом отношения пары закончились. Билли женился на девушке из богатой семьи. Кэсси же родила и отдала ребёнка на усыновление. Позже она очень переживала из-за всей этой истории и подумывала о самоубийстве.
На следующий день после похода на спектакль, Кэсси встретила в городе Райли, который предложил ей посетить бесплатные курсы по актёрскому мастерству, которые организует их труппа. Кэсси стала посещать эти курсы. Девушке понравилось, что хотя бы на короткое время она может перевоплотиться и побыть другим человеком. Однажды после занятий она отправилась с Райли прокатиться на машине. Тот рассказал ей о своей сложной прошлой жизни. Он был трудным подростком и даже сидел в тюрьме, но сейчас взял себя в руки и вот устроился работать осветителем. Позже они вместе идут на пикник, а в другой раз Кэсси идёт на ужин к Райли домой.
Кэсси берут в театральную постановку прочесть монолог Джульетты. На представление приходит Билли со своей женой. Местные хулиганы пытаются испортить выступление, но Кэсси всё же зачитывает свой монолог и срывает овации. Театр собирается уезжать. Райли предлагает Кэсси поехать вместе с ним в Лос-Анджелес. Билли в свою очередь делает Кэсси комплименты и сообщает, что хотел бы восстановить свои отношения с ней. Позже на работе в баре Кэсси узнаёт, что девушка Билли беременна. Кэсси принимает решение уехать из города вместе с Райли.

## В ролях
- Розанна Аркетт — Кэсси
- Эрик Робертс — Райли
- Мэр Уиннингэм — Пэт
- Джим Янгс — Билли
- Луиза Флетчер — Перл
- Гвен Уэллс — Ширли
- Стивен Тоболовски — Кирк
- Чарли Барнетт — Ник
- Дж. Дж. Харди — Ральфи
- Уильям Стайс — Фрэнк
- Белита Морено — Джейн
- Льюис Аркетт — мистер Фрай
- Ронни Клэр Эдвардс — Бинго
- Энн Хирн — Линда

## Производство
Бет Хенли написала сценарий ещё в 1977 году. Первоначально он назывался «The Moonwatcher».
В октябре 1981 года стало известно, что основные съёмки фильма стоимостью 2 миллиона долларов начнутся в Иллинойсе в мае 1982 года. Проект, однако, затянулся ещё на четыре года. Съёмки начались в марте 1986 года в Аризоне, а бюджет фильма вырос до 3,6 миллионов долларов. Планировалось, что главные роли исполнят Шон Пенн и Элизабет Макговерн, но позже стало известно, что они покинули проект.

## Критика
Фильм не имел успеха в прокате. Кинокритик Роджер Эберт поставил фильму 2 звезды из 4. Он отметил, что между актёрами нет химии. Персонаж Эрика Робертса не выглядит тем человеком, который мог бы быть достойным вторым шансом для персонажа Розанны Аркетт. К тому же Кэсси кажется скорее странной девушкой, чем страдающей, какой она должна была бы быть по логике сюжета. Дополнительно в фильме есть проблемы со структурой повествования. Повествование происходит не в хронологическом порядке, а с вставками в виде флешбэков, что скорее вредит фильму. Из положительных моментов Эберт отметил второстепенных персонажей: несносного младшего брата Кэсси и её холодного бывшего бойфренда, а также Стивена Тоболовски, который играл театрального режиссёра. Эберт и Сискел разбирали этот фильм в своей ТВ-программе. Оба критика поставили фильму палец вниз. Майкл Уилмингтон из Los Angeles Times отметил, что фильм ощущается некоторым анахронизмом. По нему видно, что его сценарий писался в другое время. От него веет анархистским духом кинематографа начала 1970-х. Сам по себе фильм неплохой, особенно для начинающего режиссёра. Он хорошо написан, но он просто не работает должным образом. В целом положительная рецензия вышла в The Washington Post. Отмечалось, что режиссёр Эвелин Пурселл смогла добиться хорошей игры от Эрика Робертса, который обычно невыносимый в других своих фильмах. От Reel Film Reviews фильм получил 2 звезды из 4. Там также отметили тонкую игру Эрика Робертса, которую увидеть от него было неожиданно.